# Lijst van namen van de Europese Unie in de officiële talen
Dit is een lijst van de namen van de Europese Unie in de officiële talen van de Unie.
- Европейски съюз (Evropejski Sajoez; Bulgaars)
- Den Europæiske Union (Deens)
- Europäische Union (Duits)
- European Union (Engels)
- Euroopa Liit (Estisch)
- Euroopan unioni (Fins)
- Union européenne (Frans)
- Ευρωπαϊκή Ένωση (Evrópaikí Enósi; Grieks)
- Európai Unió (Hongaars)
- Aontas Eorpach (Iers)
- Unione Europea (Italiaans)
- Europska unija (Kroatisch)
- Eiropas Savienība (Lets)
- Europos Sąjunga (Litouws)
- L-Unjoni Ewropea (Maltees)
- Europese Unie (Nederlands)
- Unia Europejska (Pools)
- União Europeia (Portugees)
- Uniunea Europeană (Roemeens)
- Evropska unija (Sloveens)
- Európska únia (Slowaaks)
- Unión Europea (Spaans)
- Evropská unie (Tsjechisch)
- Europeiska unionen (Zweeds)

## Namen van de Unie in andere talen
De Europese Grondwet is ook vertaald in de taal van de toetredingskandidaten en in het Esperanto.
- Eŭropa Unio (Esperanto)
- Avrupa Birliği (Turks)

De naam in andere talen van de lidstaten in de Europese Unie:
- Europako Batasuna (Baskisch)
- Unvaniezh Europa (Bretons)
- Unió Europea (Catalaans en Valenciaans)
- Unyans Europek (Cornish)
- Unioni Auropea (Corsicaans)
- Jeropeeske Uny (Fries)
- Union Europeane (Friulisch)
- Unión Europea (Galicisch)
- Union Evropea (Ladinisch)
- Äöropees Unie (Limburgs)
- Europäesch Unioun (Luxemburgs)
- Europäisch Union (Nedersaksisch)
- Unione Europea (Sardijns)
- Aonadh Eòrpach (Schots-Gaelisch)
- Union Uropeyinne (Waals)
- Undeb Ewropeaidd (Welsh)

In diverse andere talen in de wereld:
- الاتحاد الأوروبي (alaitihad al'uwrubiyu) (Arabisch)
- Եվրամիություն (Yevramiut’yun) (Armeens)
- Avropa Birliyi (Azerbeidzjaans)
- Bashkimi Evropian (Albanees)
- ইউরোপীয় ইউনিয়ন (I'urōpīẏa i'uniẏana) (Bengaals)
- ဥရောပသမဂ္ဂ (urawpasamagg) (Birmees)
- Evropska unija (Bosnisch)
- 欧洲联盟 / 歐洲聯盟 (Ōuzhōu liánméng) (Chinees)
- ޔޫރަޕިއަން ޔޫނިއަން އެވެ (yoorapian yoonian eve) (Divehi)
- Eŭropa Unio (Esperanto)
- Evropeiska samveldið (Faeröers)
- Evrópusambandið (IJslands)
- Europeiske Union (Noors)
- Европейский Союз (Evropejskij Sojoez) (Russisch)
- Европска унија (Evropska unija) (Servisch)
- Unio Europaea (Latijn)
- Liên minh châu Âu (Vietnamees)
- Еўрапейскі саюз (Jeŭrapiejski sajuz) (Wit-Russisch)